# Мій шлях
«Мій шлях» — вірш Лесі Українки, написаний 22 травня 1890 року згідно з автографом. Поетеса вмістила його у свою першу збірку «На крилах пісень», надруковану у Львові 1893 р.
В цій поезії 19-річна Леся намагається сформулювати власні ідеали та прагнення, які перекликаються з цінностями Французької революції:
Коли я погляд свій на небо зводжу, –
Нових зірок на йому не шукаю,
Я там братерство, рівність, волю гожу
Крізь чорні хмари вглядіти бажаю, –
Тих три величні золоті зорі,
Що людям сяють безліч літ вгорі…
Водночас у вірші ми бачимо бажання і сподівання, що шлях до цієї мети не буде одиноким. А також при прочитанні можна відчути деяку невпевненість, що є притаманною душі юної людини. Це спричинено тим, що вона є неспроможною передбачити майбутнє, а тому замінює тверезу оцінку на бажану. Вірш є ще незрілим, у ньому немає єдиного стрижня, думка перестрибує з однієї теми на іншу. Також йому бракує дзвінкості й сили переконання, які є властивими зрілим творам поетеси.